# マルバウマノスズクサ
マルバウマノスズクサ（学名: Aristolochia contorta）は、ウマノスズクサ科ウマノスズクサ属に属する多年生つる草の1種である（図1）。全体は無毛、葉は円心形から卵状三角形、筒状でやや湾曲した花を葉腋に数個ずつつけ、花筒の先端上部は糸状に伸びる。本州、朝鮮半島、ハバロフスク地方から中国、ベトナムにかけて分布する。

## 特徴
多年生のつる草であり、地上部は冬には枯れる。全草無毛、茎は長さ2–3メートルになる。葉は互生し、薄い紙質で粉白を帯び、全縁、円心形から卵状三角形、長さ3–13センチメートル (cm)、幅 3–10 cm、先端は円頭から鈍頭、基部は浅い心形、葉柄は長さ 2–7 cm（図1）。
花期は7–8月。葉腋に2–8個が集まってつき、花柄は長さ 1–3 cm（上図2a）。花被（萼）は花筒（萼筒）を形成し細長く、長さ 2–3 cm、やや上方に湾曲し、基部は球形に膨らみ（室部とよばれる）、舷部（先端の広がった部分）上方は舌状になり先端は長く糸状に伸びる（上図2a）。花筒内面には逆毛があるが、のちに逆毛が脱落する。花筒はふつう黄緑色、ときに褐色を帯び、舷部内面は黄緑色で腺毛がある（上図2a）。
果実は倒卵状球形、長さ 3–7 cm、蒴果であり、果柄も含めて基部側から6裂する（上図2b）。種子は心状三角形、長さ5–8ミリメートル、扁平で膜状の翼がある。染色体数は 2n = 14。

## 分布・生態
本州の日本海側（山形県から島根県）と群馬県、長野県などに点在し、ハバロフスク地方、沿海州、朝鮮半島、中国、ベトナムに分布する。
明るい林縁などに生えている。

## 保全状況評価
絶滅危惧II類 (VU)（環境省レッドリスト）
日本では全国的に少なく、絶滅危惧Ⅱ類に指定されている (2023年現在)。また下記のように、個々の都道府県でも絶滅危惧種に指定されている。以下は2023年現在の各都道府県におけるレッドデータブックの統一カテゴリ名での危急度を示している。
- 絶滅危惧I類: 山形県、群馬県、新潟県、石川県、岐阜県、京都府、兵庫県、島根県、岡山県、長崎県
- 絶滅危惧II類: 長野県、鳥取県
- 情報不足: 富山県

## 人間との関わり
ウマノスズクサの果実は馬兜鈴（ばとうれい）、根は青木香（せいもっこう）とよばれ、それぞれ咳や痰、虫毒や下痢に対する生薬とされるが、これに含まれるアリストロキア酸は重篤な腎障害を引き起こすことが知られている。マルバウマノスズクサも、馬兜鈴や青木香の原料とされることがある。

## 分類

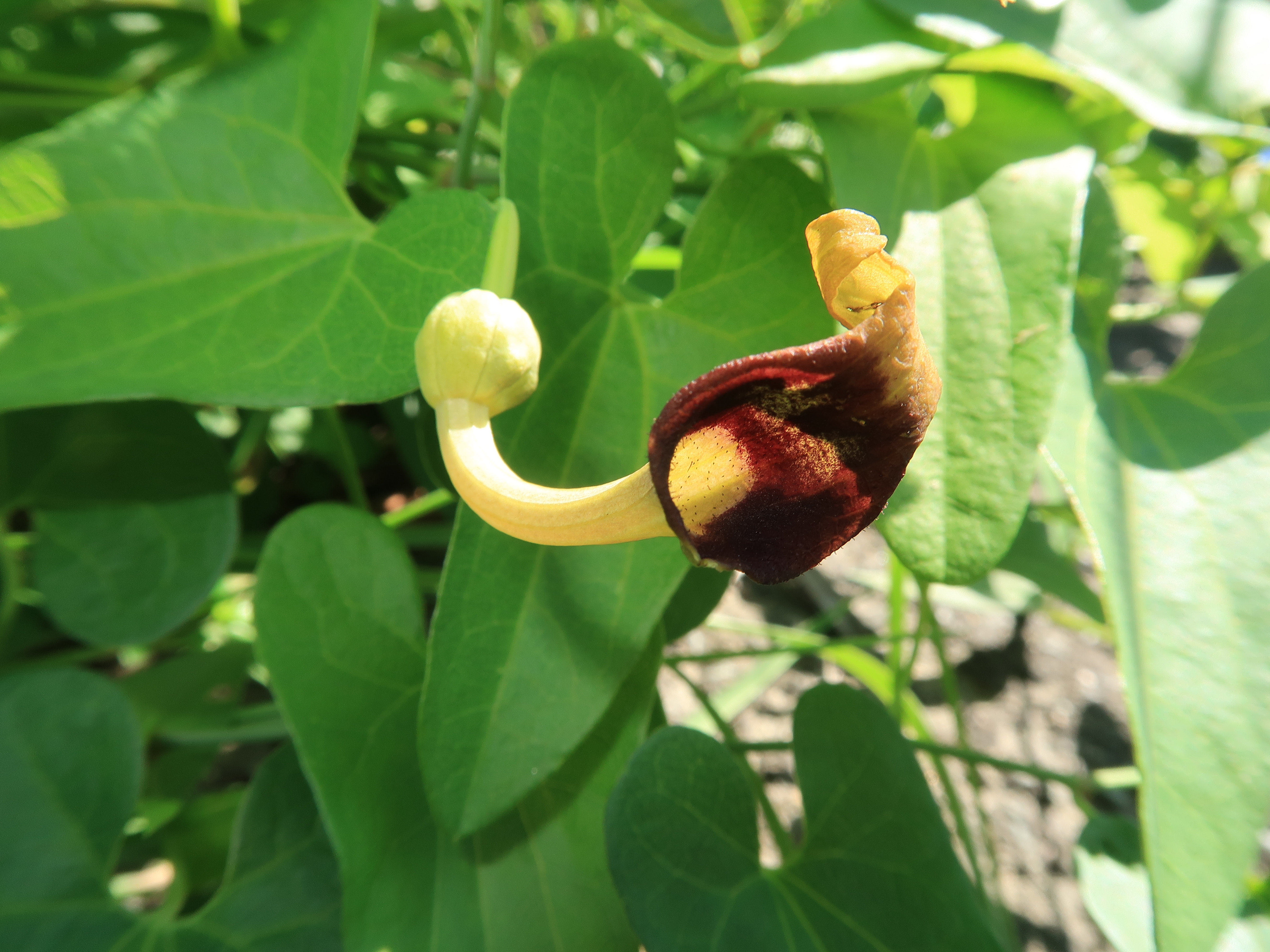
3. ウマノスズクサの花

草本性のつる草である点、茎や葉が無毛である点、花筒の湾曲が弱い点、舷部の上部が舌状に伸びる点、花柱が6裂する点、果実が基部から裂開する点などから、ウマノスズクサ属のウマノスズクサ亜属に分類される。日本産の類似種としてはウマノスズクサ（Aristolochia debilis）があるが、葉がやや厚く幅狭い点、葉柄が短い（1–2 cm）点、花は葉腋にふつう1個ずつつく点、舷部内面が紫褐色で上端が糸状に伸びない点などでマルバウマノスズクサとは区別される（図3）。また日本に自生するウマノスズクサ亜属の種としては、他に宮古諸島・尖閣諸島に分布するコウシュンウマノスズクサがある。